# Anaïs Bouton
Pour les articles homonymes, voir Bouton.
Anaïs Bouton de Moulins, née Anaïs Bouton, est une journaliste française. Elle a en particulier animé l'émission Zemmour et Naulleau sur Paris Première, alors qu'elle était la directrice des programmes de la chaîne.

## Biographie

### Enfance, jeunesse et formation
Anaïs Bouton est née en 1970 en région parisienne. Elle grandit dans le XIIIème arrondissement de Paris, près du Parc de Choisy. Le 10 mai 1981, sa mère l'emmène à la rédaction du Nouvel Obs pour fêter la victoire de François Mitterrand à l'élection présidentielle.
Après deux ans en classes préparatoires littéraires, un master d'anglais à Londres, une maîtrise d'histoire (portant sur l'éducation populaire à Paris au XIXe siècle) et un DESS de droit de la communication à l'université Paris I Panthéon Sorbonne, elle commence sa carrière de journaliste par un stage au 20 heures de Paul Amar sur Paris Première en 1994,.

### Carrière
En 1996, elle rejoint France Télévisions, groupe pour lequel elle réalise des sujets et présente C'est clair pour tout le monde, 26' d'arrêt et Rince ta baignoire ; elle devient ensuite journaliste pigiste pour M6, France 2 et Arte, notamment dans les domaines du cinéma, de l'art et de la culture. Elle collabore aussi avec le groupe Turner (Cartoon Network) et intègre parallèlement le groupe Script, pôle de scénaristes dirigés par Laurent Zeitoun (Quad Productions) et Maurice Barthélémy. 
Cofondatrice et rédactrice en chef de la chaîne de cinéma « cineinfo.fr », elle revient à l'antenne sur les chaînes cinéma du groupe Canal+ pour le Festival de Cannes 2001 avec Thierry Chèze[réf. nécessaire]. 
Directrice éditoriale de la chaîne Paris Première, depuis 2001, elle devient directrice des programmes de la chaine en 2012,.
En octobre 2016, elle prend en charge l'animation de l'émission Zemmour & Naulleau et participe à l'émission Ça balance à Paris, présentée par Éric Naulleau.
En septembre 2018, elle rejoint RTL pour animer avec Thomas Hugues La curiosité est un vilain défaut. Elle présentera sur RTL : Les auditeurs ont la parole puis RTL midi et RTL soir le week end,  le Journal Inattendu, Ils Refont la France.
Depuis 2023, elle anime le podcast Tenaces,.
En 2023 et 2024, elle est présentatrice de la cérémonie de remise des étoiles du guide Michelin.
Elle est co-présidente du bureau de l'association Pour les Femmes dans les Médias (@PFDM), fondée par Françoise Laborde et ensuite présidée par Laurence Bachman puis Françoise Marchetti.

### Vie privée
Anaïs Bouton est mariée depuis 2009 au présentateur Xavier de Moulins. Ils élèvent leurs trois filles, l'une issue d'une précédente union de son époux, les deux autres de leur union,.